# Frans Peeraer
Frans Peeraer (* 15. Februar 1913 in Borgerhout; † 28. März 1988) war ein belgischer Fußballspieler.

## Karriere

### Vereine
Von 1931 bis 1937 spielte Peeraer für Royal Antwerpen als Mittelfeldspieler durchgängig in der Division d’Honneur, der seinerzeit höchsten Spielklasse im belgischen Fußball. Von 1937 bis 1944 war er für den Ligakonkurrenten Royal White Star AC aktiv; jedoch als Abwehrspieler.

### Nationalmannschaft
Peeraer bestritt für die A-Nationalmannschaft drei Länderspiele. Er debütierte am 21. Januar 1934 im Brüsseler Stade du Centenaire bei der 2:3-Niederlage gegen die Nationalmannschaft Frankreichs. Danach wurde er am 29. April 1934 im zweiten Spiel der WM-Qualifikationsgruppe 7 bei der 2:4-Niederlage gegen die Nationalmannschaft der Niederlande eingesetzt. Im Turnier um die Weltmeisterschaft 1934 kam er im Achtelfinale bei der 2:5-Niederlage gegen die Nationalmannschaft Deutschlands zum Einsatz.